# Hoting
Hoting est une localité de Suède située dans la commune de Strömsund du comté de Jämtland. Elle couvre une superficie de 1,27 km2. En 2010, elle compte 667 habitants.